# ليندسي بولوك
ليندسي بولوك (بالإنجليزية: Lindsay Pollock)‏ هي صحفية أمريكية، ولدت في 1950.